# Māhū

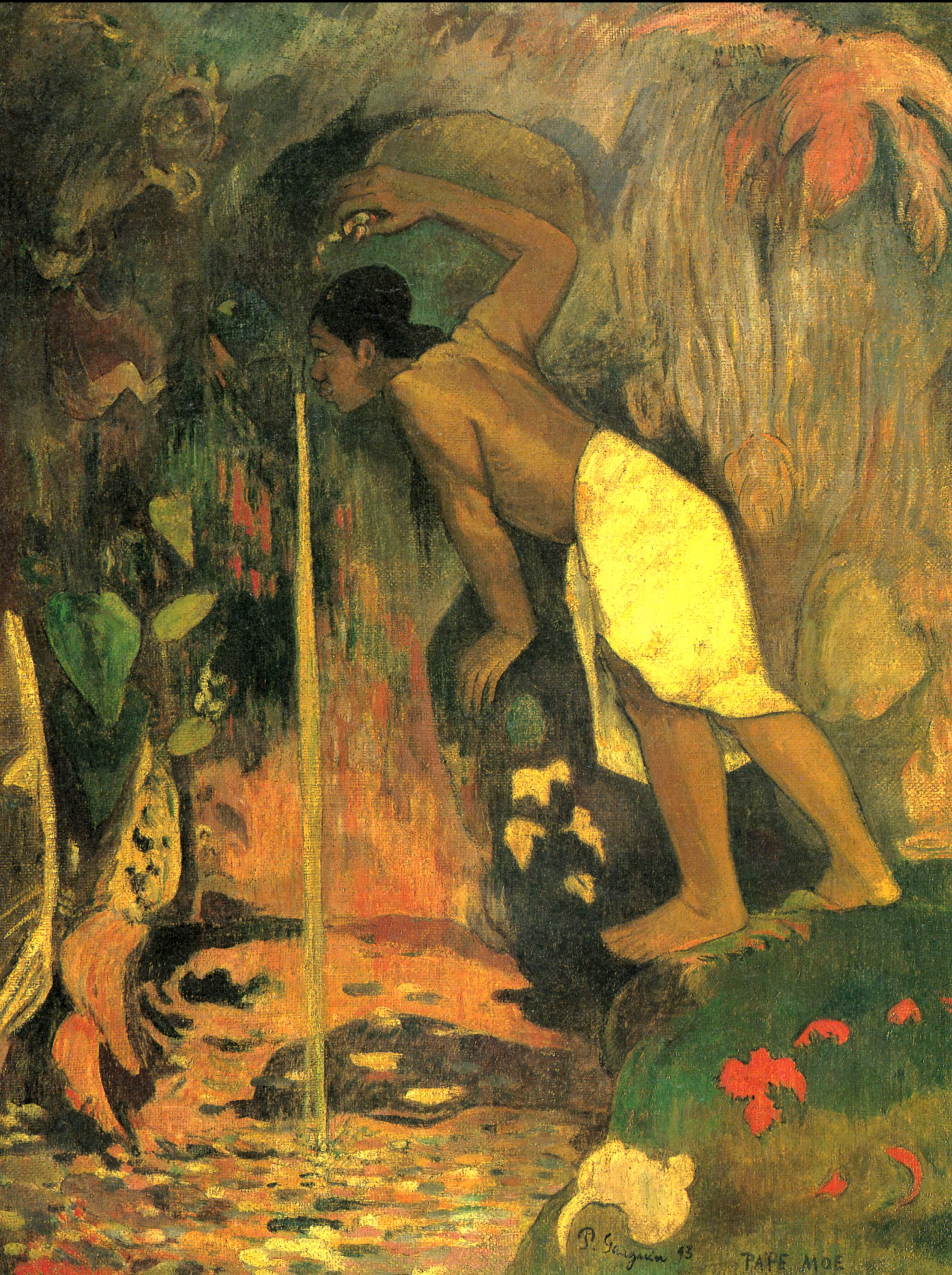
Papa Moe, Paul Gauguin (1893) som avbildar en māhū från Tahiti

Māhū (från hawaiiska: "i mitten") är en hawaiiskt begrepp som syftar på en person som varken vill identifiera sig  som man eller kvinna, utan som ett tredje kön. Samma begrepp används också på tahitiska.
I den traditionella, hawaiiska kulturen anses māhū att ha egenskaper, och andar, från både män och kvinnor. Enligt en legend kom fyra māhū-läkare, Kapaemāhū, Kahaloa, Kinohi, och Kapuni, från Tahiti till Hawaii för mer än 500 år sedan och botade de sjuka på öarna. Då de återvände till Tahiti bad de att invånarna på Hawaii skulle ställa upp fyra stora stenar, för att deras kraft skulle stanna på Hawaii. Folk på Hawaii började fira de fyra läkarna, och senare blev māhū inte bara läkare, utan också lärare och vårdare som kände till viktiga traditioner.
Sedan missionärernas ankomst till Hawaii har māhū blivit allt mindre synliga. Missionärerna försökte utrota inte bara māhū utan också hula och hawaiiska språket.
I dagens läge finns māhū fortfarande kvar och begreppet anses att vara en könsidentifikation för dem som identifierar sig som ett tredje kön. Att återuppliva māhū och kulturen kring dem har också blivit viktigt för att bevara hawaiisk kultur. En berömd hawaiisk hula-lärare, till exempel, Hinaleimoana Wong-Kalu, föredrar māhū istället för transgender. Begreppet "māhū" kan också används som skällsord mot drag queens och feminina män.